# I’m Stepping Out
I’m Stepping Out (englisch für „Ich steige aus“) ist ein Lied von John Lennon, das von ihm geschrieben und in Kooperation mit Yoko Ono produziert wurde. Es erschien im Januar 1984 auf dem Album Milk and Honey und zwei Monate später als Single.

## Hintergrund

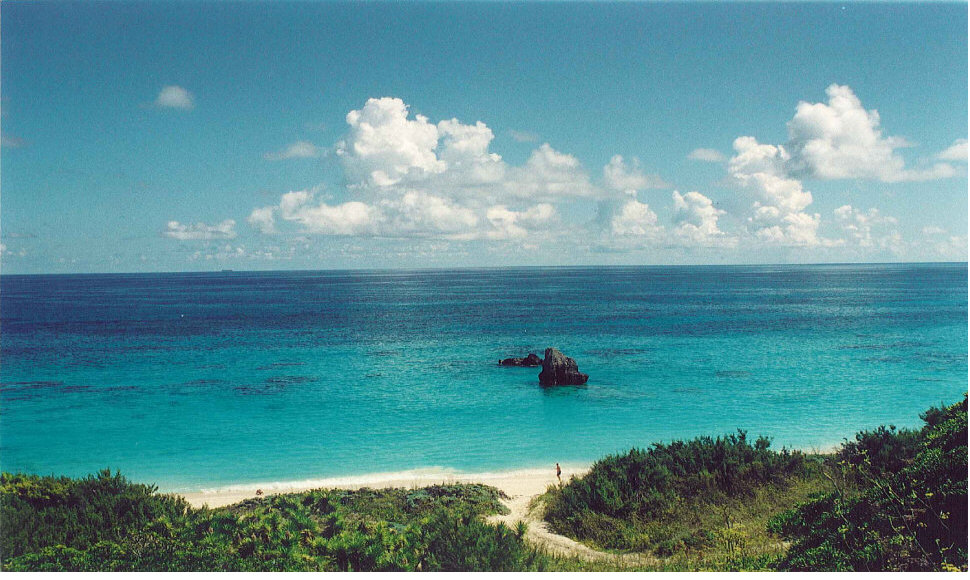
Küste von Bermuda, auf den Bermudas wurde I’m Stepping Out komponiert

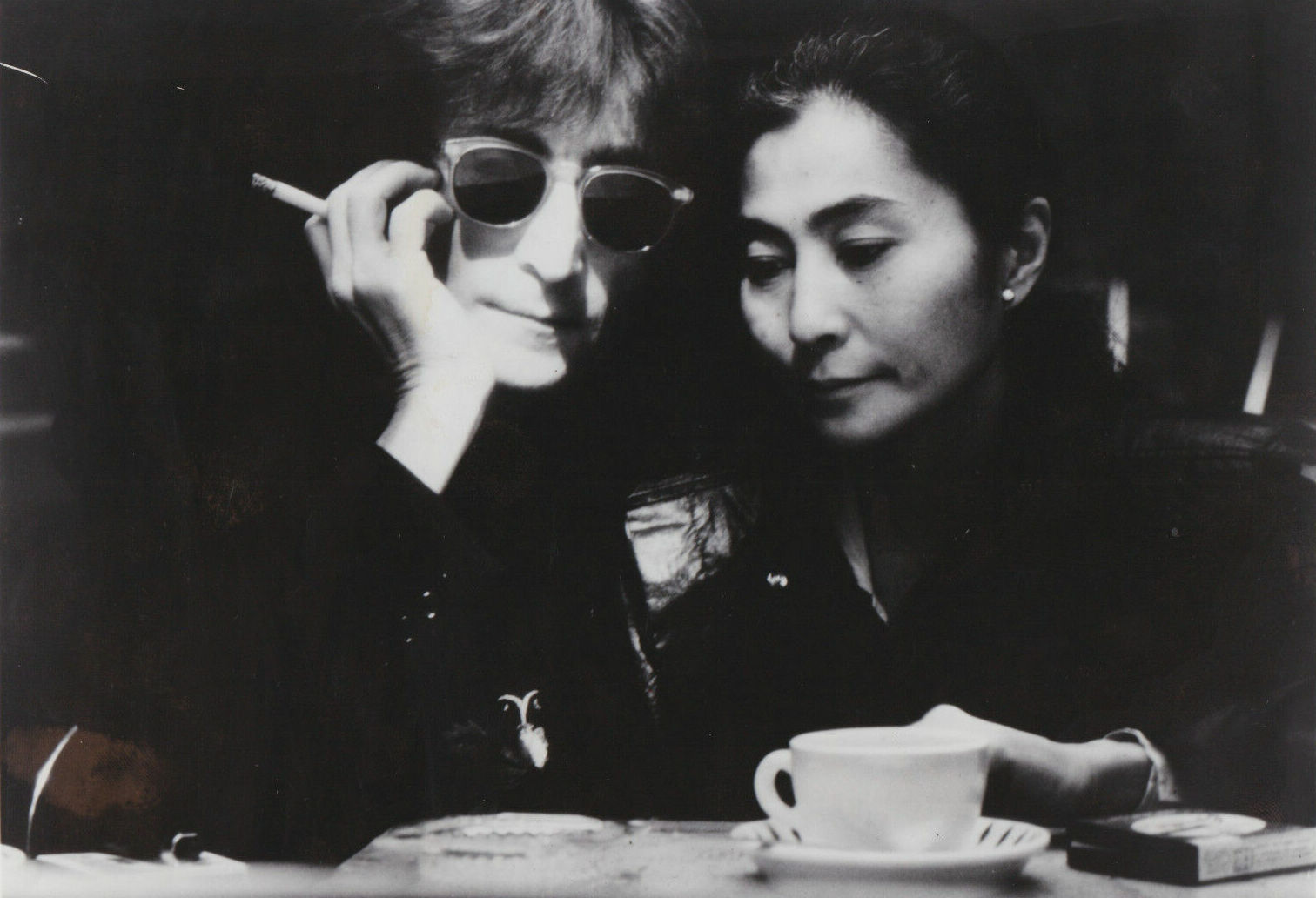
John Lennon und Yoko Ono, 1980

John Lennon komponierte den Song im Juni 1980 auf den Bermudas. Während eines Urlaubs dort besuchte er einen Nachtclub und schrieb am nächsten Tag, leicht verkatert, aber begeistert von der Erfahrung, I’m Stepping Out. Der Nachtclubbesuch zeigte Lennon, dass es eine Welt abseits seines Hausmannsdaseins gab, der er sich die letzten fünf Jahre gewidmet hatte, und das Gefühl der Befreiung ist in seinem Text zu hören, in dem er beschreibt, wie er dem Alltag und seinen Verstimmungen entflieht.
Obwohl Lennons Bermudareise die Grundlage für I’m Stepping Out bildete, verwendete er Elemente von Liedern, die er zuvor komponiert hatte. Das wichtigste Lied war That's The Way The World Is, ein Song, der 1979 begonnen wurde und schließlich zu Real Life wurde.
I’m Stepping Out ist das erste Lied, das von John Lennon während der Double Fantasy-Sessions aufgenommen wurde.  Der Take, der auf Milk and Honey erschien, war der vorletzte der Aufnahmesession, ursprünglich enthielt das Lied noch eine zusätzliche Strophe, die auf der Version zu hören ist, die als Take 2 1998 auf dem Boxset John Lennon Anthology veröffentlicht wurde: „Called up the doctor but he was sick to death. He don’t make house calls any more. He’d gone out dancing just to sweeten up his breath. Left a message on the floor…“

## Aufnahme

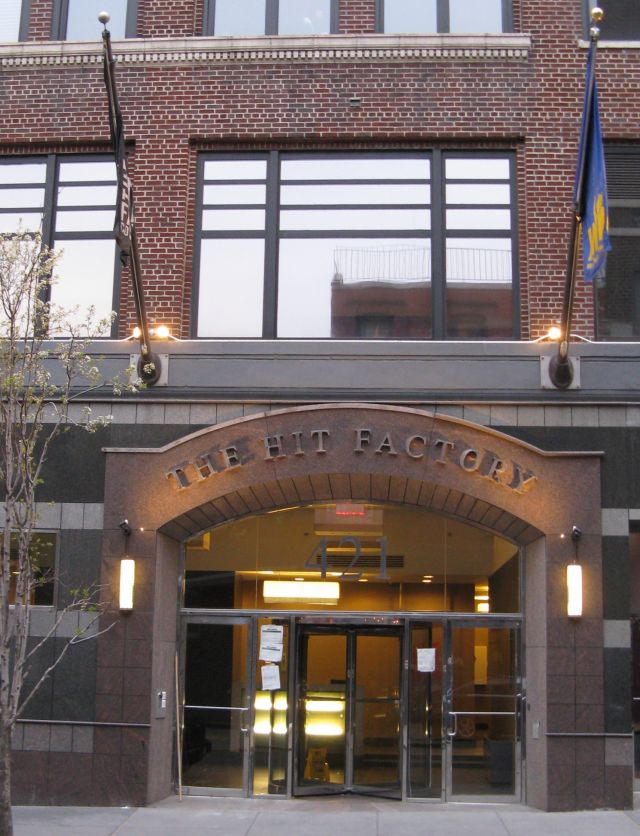
Aufnahmestudio The Hit Factory

Die Aufnahmesessions für I’m Stepping Out fanden am 6. August 1980, am ersten Tag der Double Fantasy-Sessions, im Studio The Hit Factory in New York statt, wobei Jack Douglas, John Lennon und Yoko Ono als Produzenten fungierten. Lee DeCarlo, John Smith, James Ball, Tony Davillo und Julie Last waren die Toningenieure der Aufnahme.
I’m Stepping Out wurde nicht für das Album Double Fantasy verwendet und auch nicht fertiggestellt. Im Jahr 1983 nahm Yoko Ono die Arbeiten an dem Album Milk and Honey wieder auf. Die Abmischungen und weitere Bearbeitungen erfolgten in den A and R Studios und Sterling Sound Studios in New York sowie in den The Automatt Studios in San Francisco. Toningenieure waren Jon Smith, Michael Barbiero und Steve Thompson.
Obwohl der Musikproduzent Jack Douglas 1980 an der Produktion von I’m Stepping Out beteiligt war, wird er nicht als Koproduzent erwähnt. Ein Grund könnte gewesen sein, dass Yoko Ono und Jack Douglas seit Juli 1981 eine gerichtliche Auseinandersetzung über die Höhe der Produktionstantiemen für das Album Double Fantasy hatten.
Besetzung:
- John Lennon: Gesang, E-Gitarre
- Earl Slick: E-Gitarre
- Hugh McCracken: E-Gitarre
- Tony Levin: Bassgitarre
- George Small: Keyboard
- Andy Newmark: Schlagzeug
- Arthur Jenkins: Perkussion

## Musikvideo
Ein Musikvideo zu I’m Stepping Out wurde 1984 veröffentlicht, das Lennon und Ono und ihren Sohn Sean in Archivmaterial aus den 1970er Jahren zeigt. 2020 wurde ein weiteres Video veröffentlicht.

## Veröffentlichung

### Singleveröffentlichungen
I’m Stepping Out war das dritte ausgekoppelte Lied aus dem Album Milk and Honey, in den USA war es das zweite Lied.
- Am 16. Juli 1984 erschien I’m Stepping Out / Sleepless Night als dritte Single. Die B-Seite ist ein Lied von Yoko Ono[4]. In Großbritannien erschien auch die 12″-Vinyl-Maxisingle: I’m Stepping Out / Sleepless Night / Loneliness,[5] wobei das Lied Loneliness von dem Yoko Ono-Album It’s Alright (I See Rainbows) stammt.
- In den USA wurden die beiden letzten Singles in umgekehrter Reihenfolge veröffentlicht, so erschien die Single hier am 19. März 1984 mit einem anderen Cover.[6] Die US-amerikanische Promotionsingle enthält auf der A-Seite eine gekürzte Version des Liedes, während die B-Seite die vollständige Version enthält.[7]
- Die deutsche Single enthält die gekürzte Version von I’m Stepping Out.[8]
- Am 30. April 1990 erschien in den USA die Single Nobody Told Me / I’m Stepping Out.[9]

### Albumveröffentlichungen
- Am 23. Januar 1984 erschien das Album Milk and Honey auf dem sich I’m Stepping Out befindet.
- Auf der John Lennon Anthology erschien am 2. November 1998 ein Outtake (Take 2).
- Im September 2001 wurde das Album Milk and Honey in einer remasterten, aber nicht neu abgemischten Version, mit drei Bonusstücken und einem Interview wiederveröffentlicht. Eines der Bonuslieder ist ein Homedemo von I’m Stepping Out.[10]
- I’m Stepping Out befindet sich auf folgenden John Lennon-Kompilationsalben: Lennon, Working Class Hero: The Definitive Lennon, John Lennon Collector’s Edition, Signature Box.
- Am 9. Oktober 2020 erschien das Kompilationsalbum GIMME SOME TRUTH. (Doppel-CD), das neuabgemischte Lieder beinhaltet, so auch I’m Stepping Out.

## Chartplatzierungen
I’m Stepping Out steig am 31. März 1984 auf Rang 82 der US-amerikanischen Billboard Hot 100 ein und erreichte seine Höchstplatzierungen drei Wochen später mit Rang 55. Die Single platzierte sich sechs Wochen ununterbrochen in den Top 100, letztmals am 5. Mai 1984. Es avancierte zu Lennons 17. Charthit als Solokünstler in den Vereinigten Staaten.
| ChartsChartplatzierungen       | Höchstplatzierung | Wochen |
| ------------------------------ | ----------------- | ------ |
| Vereinigte Staaten (Billboard) | 55 (6 Wo.)        | 6      |

## Coverversionen
- 2017: Claus Nielsen[12]